# Stenellipsis albopuncticollis
Stenellipsis albopuncticollis là một loài bọ cánh cứng trong họ Cerambycidae.